# El Confital
El Confital är en ort i Mexiko.   Den ligger i kommunen Tamazula och delstaten Durango, i den centrala delen av landet, 900 km nordväst om huvudstaden Mexico City. El Confital ligger 367 meter över havet och antalet invånare är 128.
Terrängen runt El Confital är kuperad åt sydost, men åt nordväst är den bergig. El Confital ligger nere i en dal. Runt El Confital är det mycket glesbefolkat, med 6 invånare per kvadratkilometer. Närmaste större samhälle är Los Remedios, 18,0 km sydost om El Confital. I omgivningarna runt El Confital växer huvudsakligen savannskog.